# Николаев, Михаил Олегович
Михаил Олегович Николаев (укр. Михайло Олегович Ніколаєв; род. 1983) — украинский спортсмен-борец греко-римского стиля, Мастер спорта Украины международного класса.

## Биография
Родился 18 мая 1983 года.
Борьбой начал заниматься в 1990 году. Воспитанник Николаевской областной комплексной детско-юношеской спортивной школы № 1. Его первым тренером был Александр Пономарёв. Впоследствии тренировался под руководством заслуженных тренеров Украины Владимира Новохатько (с 1999 года) и Сергея Беспаленко (с 2001 года). Выступал за борцовский клуб города Николаева. 
В 2006 году, после получения серебряной награды европейского первенства, Михаил Николаев был включен в список выдающихся спортсменов, тренеров и деятелей физической культуры и спорта, удостоенных стипендии Кабинета Министров Украины.

## Спортивные достижения
| Соревнования                                       | Место проведения  | Весовая категория | Место   |
| -------------------------------------------------- | ----------------- | ----------------- | ------- |
| Чемпионат мира по борьбе 2005                      | Будапешт, Венгрия | 96 кг             | 7       |
| Чемпионат мира по борьбе 2006                      | Гуанчжоу, Китай   | 96 кг             | 13      |
| Чемпионат Европы по борьбе 2006                    | Москва, Россия    | 96 кг             | Серебро |
| Кубок мира по греко-римской борьбе 2005            | Тегеран, Иран     | 96 кг             | Бронза  |
| Чемпионат мира по борьбе среди военнослужащих 2005 | Вильнюс, Литва    | 96 кг             | Серебро |